# 一然
一然（韓語：일연，1206年—1289年）朝鲜半岛高丽时代的僧人、高丽国师、文学家。俗名全見明，字晦然，号睦庵，法號普覺。為《三國遺事》（韓語：삼국유사）的作者。
一然生于1206年（熙宗二年）6月11日，为高麗慶州獐山縣（今廣尚北道慶山郡）人。他9歲時便出家當和尚，20歲時就以學業優秀而聞名遐邇。後在多座寺廟攻讀禪經，招收諸多弟子。一然精通諸子百家之說，著述甚豐，撰有佛教書籍百餘種（均已失傳），在收集和整理9世纪以前的朝鲜传说和歌谣方面很有贡献。76歲時，忠烈王賜予其沖照之號，被冊封為國尊這一國家至高僧籍。1289年7月8日，一然謝世于慶北義興麟角寺。
《三国遗事》是其晚年作品，共五卷，详叙高句丽、百济、新罗的历史和佛教传布的情况，具有重要的文献参考价值，是朝鲜古代宝贵文学遗产之一。